# Badagri
Badagri (Badagry), tradicionalmente conhecida como Agbadarigi, é uma cidade costeira e área de governo local do estado de Lagos (Nigéria). Está situada entre a região metropolitana de Lagos e a fronteira com Benim. De acordo com os resultados preliminares dos censos de 2006, o município tinha uma população de 241.093 pessoas.

## Fundação e história
Fundado no início do século XV numa lagoa ao largo do golfo da Guiné, seu porto protegido permitiu à cidade tornar-se chave na exportação de escravos para as Américas, destaque para Salvador na Bahia. A partir do 1840, na sequência da supressão do tráfico negreiro, Badagri diminuiu significativamente, mas tornou-se um importante local de trabalho missionário cristão. Em 1863, a cidade foi anexada pelo Reino Unido e incorporada na Colônia de Lagos. Em 1901, tornou-se uma parte da Nigéria.
Badagri subsiste, em larga medida, a pesca e a agricultura, e mantém um pequeno museu da escravatura.

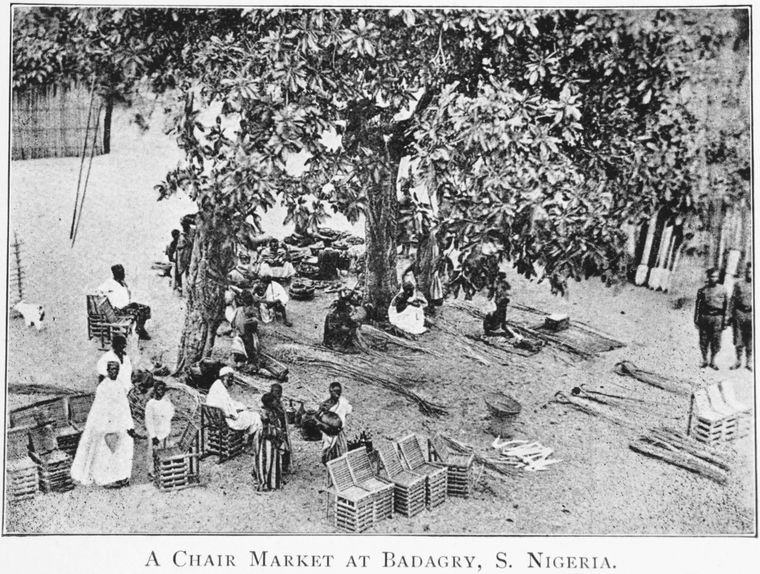
Mercado de Badagry